# فاينزا
فاينزا (بالإيطالية: Faenza)‏ مدينة شمال إيطاليا في وسط منطقة رومانيا من إقليم إميليا رومانيا وضمن مقاطعة رافينا، على الطريق بين إيمولا وفورلي، بها مقر أسقفية، وتشتهر تاريخياً بصناعة الخزف، أبرز معالمها موجودة في ساحتي الشعب والحرية، عدد سكانها 56.922 نسمة.

## السكان
في سنة 1861 بلغ عدد السكان 36٬111 نسمة، وتطور العدد ليصل في سنة 2011 لـ 57٬748 نسمة.
يظهر هذا المخطط البياني تطور النمو السكاني لـ فاينزا

## التاريخ
أصول المدينة ضائعة في الأساطير. ويبدو أن المستعمرين الأتيكيين الذين أبحروا بالأدرياتي وأسسوا مدينة رافينا قد خاضوا أكثر بالبر فأسسوا مستوطنة فوينتيا. نمت المدينة كمركز تجاري في عهد الإتروسكان والسلت بفضل موقعها المميز بالتقاطع بين نهر لاموني وطريق سالاريا الذي يخترق الأبينيني لنقل الملح إلى كامبانيا وإتروريا وطريق الذي بلـّطه الرومان بعد ذلك وأسموه أميليا. بعد الغزو الروماني في القرن الثاني قبل الميلاد صارت مستعمرة استطانية (فافنتيا، وتعني "المفضل لدى الآلهة") وتطورت بفضل الإنتاج الزراعي والنسيج والخزف. هزم هنا كوينتوس كايسيليوس ميتيلوس بيوس جيش غنايوس بابيريوس كاربو في سنة 82 ق.م، خلال الحروب الأهلية في أواخر الجمهورية الرومانية. انحدرت بدايةً من القرن الثاني الميلادي، ذكرتها المؤرخون في معركة وقعت سنة 542 انتصر فيها القوط الشرقيون بقيادة توتيلا البيزنطيين. بـُني سور المدينة الأول في القرن السابع للدفاع عنها من غزو اللومبارديين.

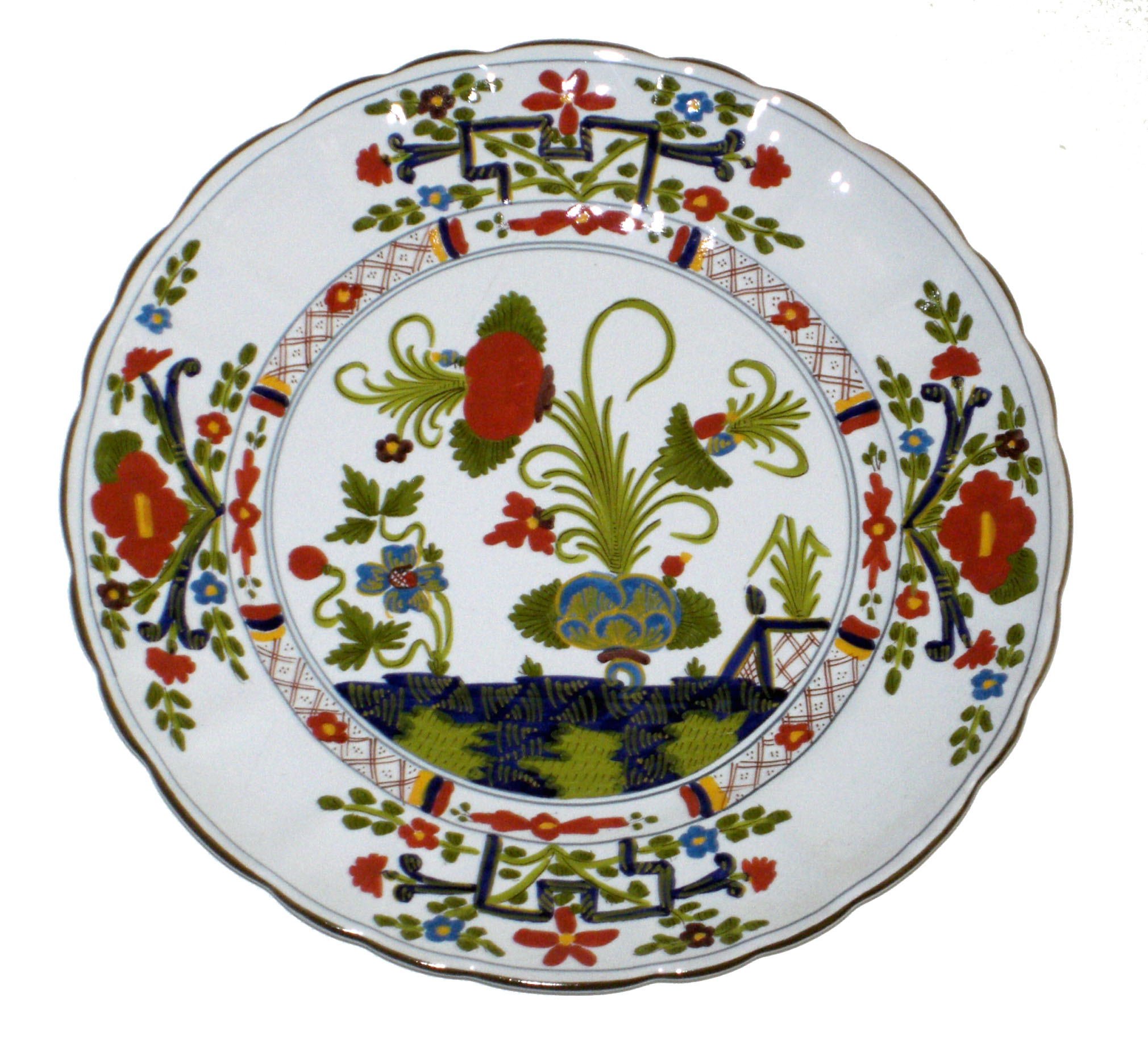
طبق غاروفانو
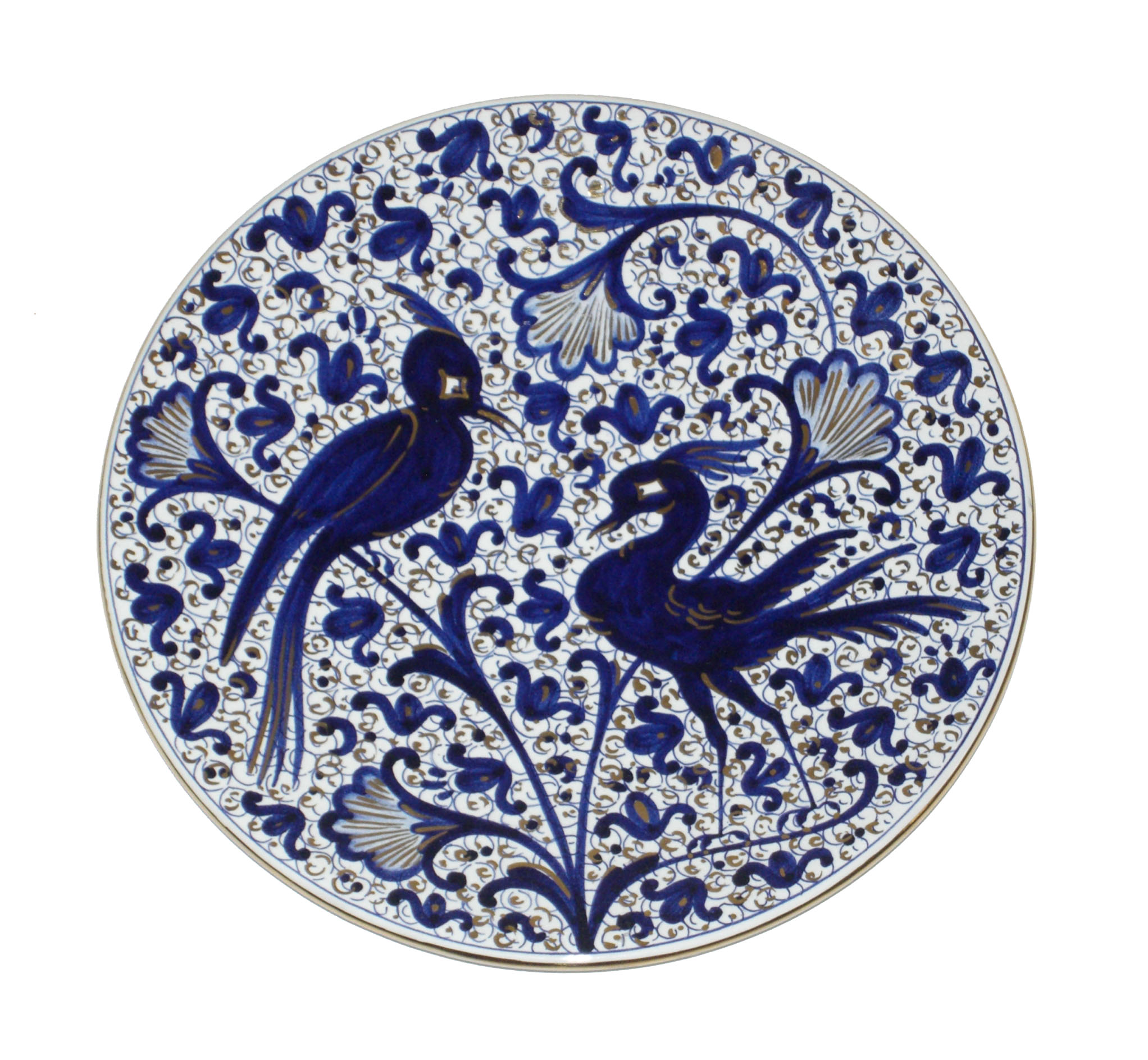
طبق ميلوغرانو
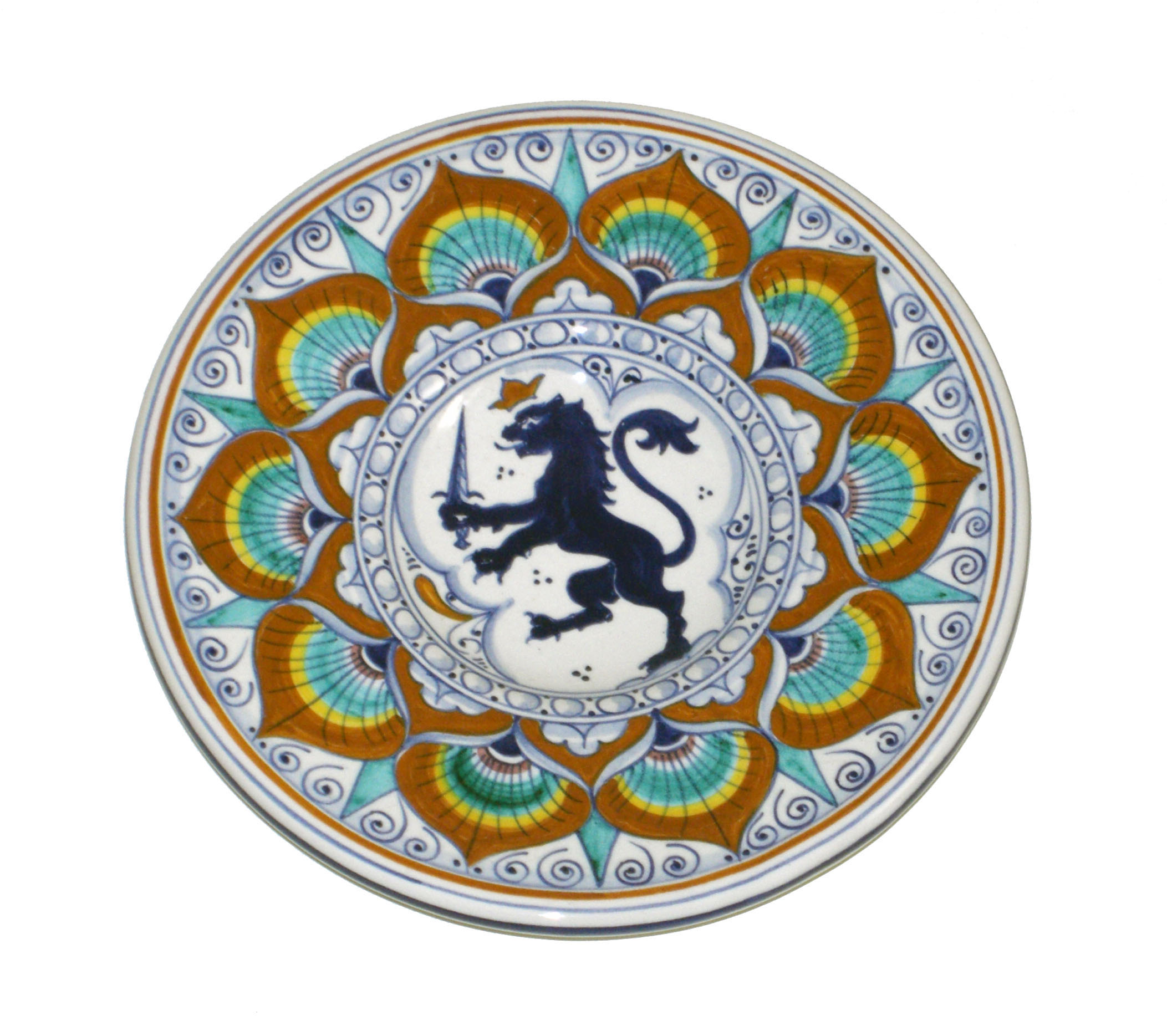
طبق قلم بافوني
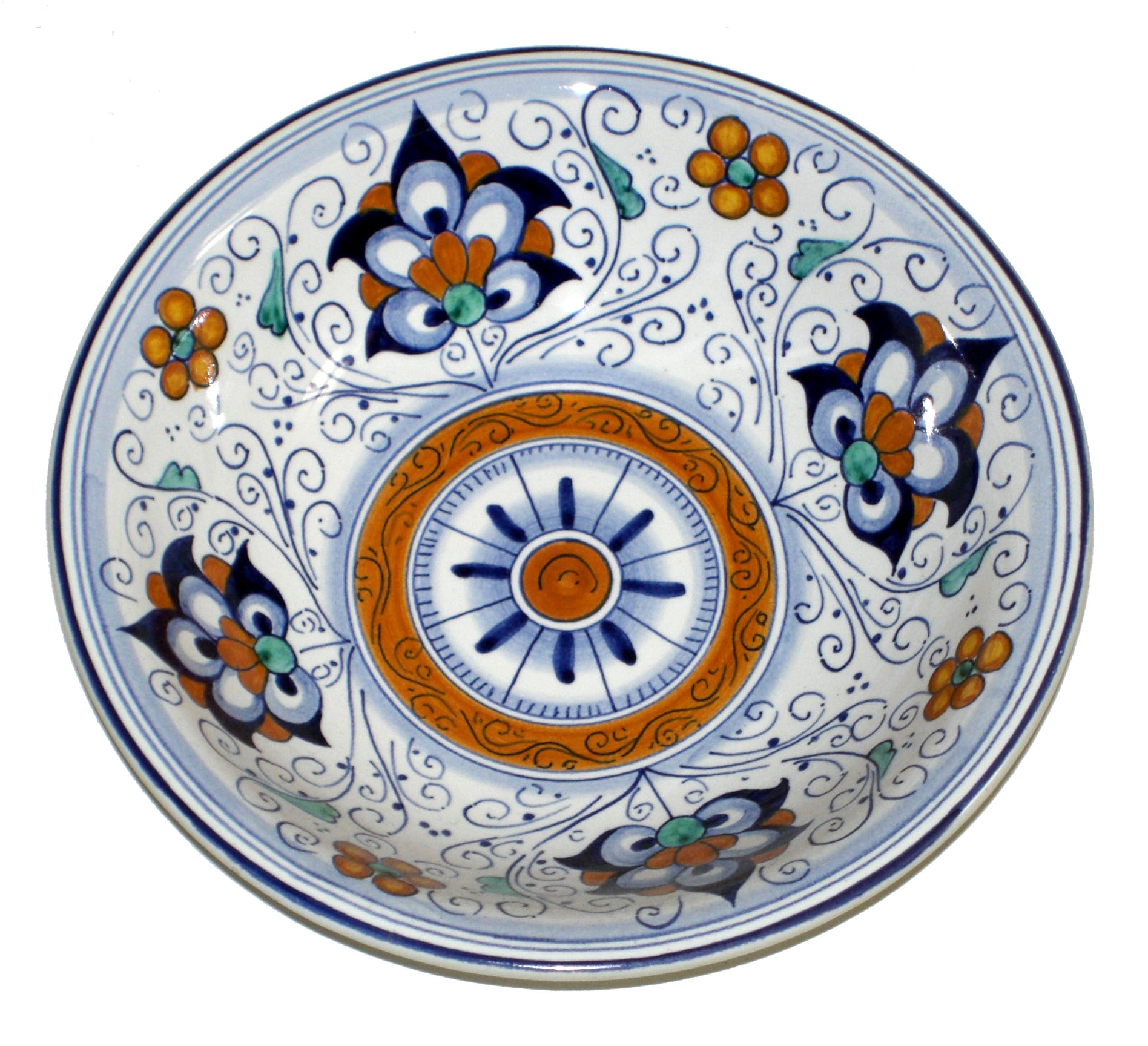
طبق على الطريقة التقليدية

1. ↑  "Superficie di Comuni Province e Regioni italiane al 9 ottobre 2011" (بالإيطالية). Istituto nazionale di statistica. Retrieved 2019-03-16.
2. ↑   https://it-ch.topographic-map.com/map-tg2sdn/Faenza/?zoom=19&center=44.28535%2C11.88301&popup=44.28546%2C11.88288. {{استشهاد ويب}}: |url= بحاجة لعنوان (مساعدة) والوسيط |title= غير موجود أو فارغ (من ويكي بيانات) (مساعدة)
3. ↑   https://demo.istat.it/?l=it. {{استشهاد ويب}}: |url= بحاجة لعنوان (مساعدة) والوسيط |title= غير موجود أو فارغ (من ويكي بيانات) (مساعدة)
4. ↑  GeoNames (بالإنجليزية), 2005, QID:Q830106
5. ↑   http://www.comune.faenza.ra.it/Citta/Rapporti-internazionali/Citta-gemellate/Schwaebisch-Gmuend-Germania-18.03.2001. {{استشهاد ويب}}: |url= بحاجة لعنوان (مساعدة) والوسيط |title= غير موجود أو فارغ (من ويكي بيانات) (مساعدة)
6. ↑   http://www.comune.faenza.ra.it/Citta/Rapporti-internazionali/Citta-gemellate/Timisoara-Romania-12.03.1991. {{استشهاد ويب}}: |url= بحاجة لعنوان (مساعدة) والوسيط |title= غير موجود أو فارغ (من ويكي بيانات) (مساعدة)
7. ↑   https://www.primariatm.ro/timisoara/index.php?meniuId=2&viewCat=83. {{استشهاد ويب}}: |url= بحاجة لعنوان (مساعدة) والوسيط |title= غير موجود أو فارغ (من ويكي بيانات) (مساعدة)
8. ↑   http://www.comune.faenza.ra.it/Citta/Rapporti-internazionali/Citta-gemellate/Amaroussion-Grecia-10.06.1992. {{استشهاد ويب}}: |url= بحاجة لعنوان (مساعدة) والوسيط |title= غير موجود أو فارغ (من ويكي بيانات) (مساعدة)
9. ↑   http://www.comune.faenza.ra.it/Citta/Rapporti-internazionali/Citta-gemellate/Gmunden-Austria-25.10.2008. {{استشهاد ويب}}: |url= بحاجة لعنوان (مساعدة) والوسيط |title= غير موجود أو فارغ (من ويكي بيانات) (مساعدة)
10. ↑   http://www.comune.faenza.ra.it/Citta/Rapporti-internazionali/Citta-gemellate/Talavera-de-la-Reina-Spagna-25.10.1986. {{استشهاد ويب}}: |url= بحاجة لعنوان (مساعدة) والوسيط |title= غير موجود أو فارغ (من ويكي بيانات) (مساعدة)
11. ↑   http://www.comune.faenza.ra.it/Citta/Rapporti-internazionali/Citta-gemellate/Rijeka-Croazia-16.09.1983. {{استشهاد ويب}}: |url= بحاجة لعنوان (مساعدة) والوسيط |title= غير موجود أو فارغ (من ويكي بيانات) (مساعدة)
12. ↑   http://www.comune.faenza.ra.it/Citta/Rapporti-internazionali/Citta-gemellate/Bergerac-Francia-13.11.1998. {{استشهاد ويب}}: |url= بحاجة لعنوان (مساعدة) والوسيط |title= غير موجود أو فارغ (من ويكي بيانات) (مساعدة)
13. ↑   http://www.comune.faenza.ra.it/Citta/Rapporti-internazionali/Citta-gemellate/J-ngdezhen-Cina-20.04.2013. {{استشهاد ويب}}: |url= بحاجة لعنوان (مساعدة) والوسيط |title= غير موجود أو فارغ (من ويكي بيانات) (مساعدة)
14. ↑   http://www.comune.faenza.ra.it/Citta/Rapporti-internazionali/Citta-gemellate/Toki-Giappone-23.10.1979. {{استشهاد ويب}}: |url= بحاجة لعنوان (مساعدة) والوسيط |title= غير موجود أو فارغ (من ويكي بيانات) (مساعدة)
15. ↑  بيانات من موقع ISTAT - Istituto nazionale di statistica (ISTAT);  اطلع عليه بتاريخ 28-12-2012. "نسخة مؤرشفة". مؤرشف من الأصل في 2019-08-03. اطلع عليه بتاريخ 2020-02-05.{{استشهاد ويب}}:  صيانة الاستشهاد: BOT: original URL status unknown (link)